# Juan Martín Maldacena
Juan Martín Maldacena (Buenos Aires, 10 settembre 1968) è un fisico argentino e professore Carl P. Feinberg nella scuola di scienze naturali dell'Institute for Advanced Study.
Ha dato contributi significativi ai fondamenti della teoria delle stringhe, della gravità quantistica e della cosmologia. Il suo risultato più noto è la corrispondenza AdS/CFT, un'attuazione del principio olografico in teoria delle stringhe, per il quale Leonard Susskind lo ha definito "probabilmente il più grande fisico della sua generazione... certamente il più grande fisico teorico della sua generazione".

## Biografia
Maldacena conseguì la sua licenciatura (una laurea di 6 anni) nel 1991 presso l'Instituto Balseiro, a San Carlos de Bariloche in Argentina, sotto la supervisione di Gerardo Aldazábal. Ottenne poi il Ph.D. in fisica all'Università di Princeton dopo aver completato la tesi intitolata "Black holes in string theory" ("Buchi neri in teoria delle stringhe") sotto la supervisione di Curtis Callan nel 1996, e coprì una posizione post-dottorale alla Rutgers University. Nel 1997, entrò a Harvard come professore associato, per poi essere presto promosso a professore ordinario nel 1999. Dal 2001 è professore all'Institute for Advanced Study di Princeton e nel 2016 è diventato il primo professore Carl P. Feinberg di fisica teorica della scuola di scienze naturali dell'istituto.

## Contributi alla fisica
Il suo risultato più noto è la più precisa attuazione del principio olografico – la corrispondenza AdS/CFT, una congettura sull'equivalenza tra la teoria delle stringhe su uno spazio anti-de Sitter (AdS), e una teoria di campo conforme (CFT) definita sul bordo dello spazio AdS. Secondo la congettura, alcune teorie della gravità quantistica sono equivalenti ad altre teorie quantistiche (senza l'interazione gravitazionale) in uno spaziotempo con una dimensione in meno. Questa idea fu poi immediatamente studiata e chiarita da Edward Witten ed è stata così influente che oggi l'articolo originale di Maldacena risulta il più citato nel campo della fisica teorica delle alte energie.
Nei lavori successivi, Maldacena chiarì molti aspetti della corrispondenza AdS/CFT, descrivendo come certe osservabili fisiche in una teoria possono essere descritte in una teoria equivalente. Poco dopo il suo primo lavoro su AdS/CFT, egli mostrò come si possano calcolare le linee di Wilson in una corrispondente teoria delle stringhe considerando l'area spazzata dall'evoluzione di una stringa fondamentale. Le linee di Wilson sono osservabili fisiche non locali definite nelle teorie di gauge. Nel 2001, Maldacena propose che un buco nero eterno, un oggetto definito in una teoria di gravità, sia equivalente a un certo stato entangled che coinvolge due copie della corrispondente teoria quantistica. I buchi neri ordinari emettono la radiazione di Hawking e evaporeranno. Un buco nero eterno è un tipo di buco nero che non evapora perché riassorbe la radiazione che emette.
Nel 2002 Maldacena fu tra i primi a calcolare la cosiddetta "non-Gaussianità" primordiale per il modello d'inflazione a singolo campo, in uno dei suoi lavori che oggi risulta fra i più citati. La teoria dell'inflazione cosmica, introdotta da Alan Guth nel 1981 per spiegare l'universo osservato nelle sue fasi primordiali, prevede inesorabilmente delle piccolissime fluttuazioni della temperatura della radiazione cosmica di fondo attorno al suo valor medio, tutt'oggi osservate. Tuttavia, esse non possono essere distribuite secondo una distribuzione Gaussiana, ma essa dipende fortemente dal tipo di modello scelto. Risulta quindi cruciale avere un metodo per calcolare quanto la predizione di ciascun modello inflazionario "devia" dalla Gaussianità, la "non-Gaussianità" appunto, al fine di capire quale modello di inflazione spieghi al meglio i dati astronomici. Maldacena fu tra i primi a riuscire in questo tipo di calcolo, applicandolo al più semplice modello inflazionario in cui la rapida espansione dell'universo primordiale è spiegata ricorrendo ad un solo campo scalare, e il suo lavoro fu cruciale, in quanto a partire da questi risultati altri cosmologi negli anni successivi svilupparono un metodo coerente, applicabile a tutti i modelli, detto "formalismo in-in".
Nel 2013, Maldacena e Leonard Susskind scrissero un'analisi del paradosso del firewall del buco nero, argomentando che il paradosso possa essere risolvibile se le particelle entangled siano collegate da piccoli wormhole." Questa ipotesi è oggi nota come equivalenza ER=EPR.

## Premi
Maldacena ha ricevuto i seguenti premi:
- Fellowship della Fondazione Alfred P. Sloan, 1998
- Packard Fellowship in Science and Engineering, 1998
- MacArthur Fellowship, 1999[12]
- UNESCO Husein Prize for Young Scientists, 1999
- Sackler Prize in Physics, 2000
- Xanthopoulos International Award for Research in Gravitational Physics,[13] 2001
- Pius XI Medal, 2002
- Edward A. Bouchet Award[14] della American Physical Society, 2004
- Membro della American Academy of Arts and Sciences, eletto nel 2007[15]
- Membro della National Academy of Sciences, eletto nel 2013[16]
- Dannie Heineman Prize, 2007[17]
- Premio Dirac dell'ITCP, 2008
- Premio Pomerančuk, 2012
- Fundamental Physics Prize, 2012.[18]
- Diamond Konex Award come il più importante scienziato del decennio in Argentina, 2013
- Medaglia Lorentz, 2018[19]
- Medaglia Albert Einstein, 2018[20]
- St. Albert Award, 2018[21]
- Galileo Galilei Medal, 2019